# كازوما ماتسوشيتا
كازوما ماتسوشيتا (باليابانية: 松下 和磨) (25 يونيو 1982 في أوساكا في اليابان – )؛ هو لاعب كرة قدم ياباني سابق كان يلعب كمهاجم.

## وصلات خارجية
- كازوما ماتسوشيتا على موقع رابطة كرة القدم اليابانية للمحترفين (اليابانية)
- كازوما ماتسوشيتا على موقع Soccerway.com (الإنجليزية)